# クロドクシボグモ
クロドクシボグモ（黒毒絞蜘蛛、学名 Phoneutria nigriventer）は、シボグモ科に属するクモの一種。

## 形態
体長5-8センチメートル、足を広げると13-15センチメートルにもなる大型のクモで、体色は和名の通り黒色だが口元は赤色をしている。

## 生態

### 分布
ブラジルやアルゼンチン、ウルグアイなどの中南米。

### 生息環境
夜行性で夜間に狩りを行う。狩りの方法は網を使うのではなく待ち伏せし獲物が近づくのを待つ。
日中は木や住宅の物陰に隠れている。外敵に脅かされると前肢を上げ威嚇を行う。
生息地である南米においてはバナナの果樹園や住宅地などにも生息している。故にバナナスパイダーとも呼ばれる。

## 毒性
ヒトに対しての致死量は僅か0.1mgという非常に強力な毒を持つ。一匹辺りが体内に保有している毒量は8~10mgであり、一匹だけで80～100人ものヒトを死に至らしめる危険があるとも言われている。この毒は複数種類の神経毒で構成されており、神経シナプスにおけるグルタミン酸の放出、カルシウムの取り込み及びグルタミン酸の取り込みを阻害する広域スペクトルカルシウム遮断薬として作用する。咬傷を負うと持続勃起症、頻脈、不整脈、心原性ショック、肺水腫、痙攣など非常に多くの症状を引き起こす。また、毒素が致死量を超えると筋肉制御の喪失及び呼吸不全による全身の筋肉の硬直と窒息が発生し、感覚神経にも影響が及んで激しい痛みと炎症を引き起こす。
犬を対象にした半数致死量は卵嚢を持たないメスが0.63μg/kg、卵嚢を持ったメスが0.61μg/kg、オスが1.57μg/kgであり卵嚢を持ったメスが最も毒性が高い。一匹辺りの平均毒量は1.21mgである。また、ヒトを始めとする霊長類はマウスよりも毒の感受性が10倍以上高く、より毒成分に対して強く反応する。以上の事からギネス世界記録にもその名を刻まれた程、世界でも有数の猛毒蜘蛛であるとされている。現在は血清が作られており、咬傷時は麻酔下で血清と輸液を投与する治療法を行う。